# Falcata
Una falcata és un tipus d'espasa de ferro originària d'Ibèria, i relacionada amb les poblacions indígenes ibèriques anteriors a la conquesta romana, probablement desenvolupada per les tribus celtes que es van assentar al nord de la península. Les seves dimensions són similars al gladius, l'espasa curta romana, amb aproximadament mig metre de fulla; possiblement hauria influït en els dissenys posteriors del gladius, especialment en el gladius hispaniensis, l'evolució del qual estendria fins a la característica forma recta de la fulla. De tota manera és possible que aquesta influència sobre les armes curtes romanes vingués de l'espasa d'antenes, també freqüent a la Ibèria preromana, i d'origen celta.
Malgrat que la seva forma suggereix que s'usava com a arma de tall, la freqüent presència de contratall als exemplars recuperats (el tall de la vora contrària al tall principal, que ocupa prop del terç més pròxim a la punta) sembla apuntar que també era possible el seu ús com a arma d'estocada.
La qualitat de l'acer que servia per a la construcció de les armes hispàniques va ser lloada pels cronistes romans, que van quedar sorpresos per la seva capacitat de tall i la seva flexibilitat, una de les característiques més preuades i cercades en la manufactura d'aquestes. L'acer se sotmetia a un tractament d'oxidació (enterrant les planxes sota el terra de dos a tres anys) eliminant així les parts més dèbils d'aquest. La fulla es realitzava forjant tres làmines i unint-les a cop calent, de les quals la central presentava una prolongació per a l'empunyadura, desplaçada normalment cap a un costat respecte a l'eix de simetria de l'espasa, i amb forma de cap de cavall o de griu. L'empunyadura anava decorada amb galtes d'os o vori, i se solia unir el cap de l'animal a la guarda amb una cadeneta.
La fulla presentava de vegades estries al tall no tallant, que permetrien alleugerir el pes de l'arma, així com decorar-la en damasquinatge o atauxia, omplint les incisions realitzades a la fulla prèviament amb fils de plata. Un bell exemple d'aquesta tècnica pot constatar-se en la falcata d'Almedinilla.
Com a nota curiosa que reflecteix les qualitats d'aquestes armes queda el fet que, després de les primeres batalles a la península Ibèrica, es va donar l'ordre a les tropes romanes de reforçar amb ferro les vores dels seus escuts, possiblement per contrarestar la potència de tall de les falcates, molt superior al de les espases rectes i els sabres.